# Belhaven (Écosse)
Pour les articles homonymes, voir Belhaven.
Belhaven est un village situé dans l’East Lothian, en Écosse.